# Lucía Galán Bertrand
Lucía Galán Bertrand   (Oviedo, 13 de febrer de 1978) és una pediatra, escriptora i divulgadora espanyola. És mare de dos fills. El seu treball científic es compagina amb la salut i la labor humanitària i les ganes de plasmar els seus coneixements de la seua professió. És més coneguda com a “Lucía, mi pediatra”, per la seua labor divulgadora a través de les xarxes socials.

## Trajectòria
És llicenciada en Medicina en la Universitat d'Oviedo i va realitzar els cursos del doctorat en el Departament de Pediatria en la Universitat Miguel Hernández d'Elx, Alacant. Galán és directora i cofundadora del Centre Creixent, situat en Alacant, Gran Alacant, Elx, i prompte en Madrid.
En l'any 2015 gràcies a la seua labor com pediatra va rebre dos premis: Premi Bitàcores al millor blog de salut i innovació científica i el Premi a la Millor Divulgadora d'Espanya a càrrec de l'Organització Mèdica Col·legial que, reuneix els 52 col·legis de metges espanyols, entre molts altres reconeixements. En el 2017 va rebre el premi e-Health Awards #Salutsensefaules, el va guanyar gràcies a la seua implicació en eliminar els faules que hi havia per les xarxes quant a la salut.
Al següent any, 2018, va ser guardonada amb el Premi Pepe Cervera pel seu pensament crític en els mitjans de comunicació i digitals, per la seua defensa de la convicció científica en medicina, enfront de les paludoteràpies i els antivacunes. És una abanderada de l'eficàcia de les vacunes i la necessitat de la utilització de teràpies que, han sigut provada la seua eficàcia. A més, en aquest any, va quedar al 8é lloc del rànquing dels 100 futurs líders econòmics Choiseul. Per altra banda, va guanyar el premi a la millor divulgadora d'Espanya per l'organització mèdica col·legial.
L'any 2019, va estar inclosa en la llista de la prestigiosa revista Forbes en la categoria “Best Influencers de Salut”, arreplegant més de mig milió de seguidors en les seues xarxes socials i en el seu blog, sent una referència mundial de la salut infantil. La Comunitat de Madrid li van entregar “Reconeixement a la Infantesa 2021” a causa, del seu compromís amb la protecció i defensa del benestar i els drets dels infants i adolescents. En el mateix any va entrar altra volta en la llista de Forbes en els 100 millors mèdics d'Espanya, sent un honor per a ella. Enguany 2022, ha sigut la guanyadora del Women Awards Dosfarma 2022 a la seua labor divulgativa i va rebre la Personalitat Digital 2022 a través de Consalud.es.
En l'actualitat, la doctora exerceix pediatria amb 20 anys d'experiència, és mare de dos fills adolescents, autora de nou llibres amb l'Editorial Planeta, en les quals suma més de 50 edicions, més de 300.000 lectors que sempre s'emocionen, vibren i ploren amb les seues experiències que ella mateixa va passar.

## Llibres
“Lo mejor de nuestras vidas”, primer llibre publicat l'any 2016, per l'editorial Planeta. Aquest va ser l'originari per a formar la seua trilogia. És un llibre on es recorre la infància i l'adolescència dels fills i filles des d'una versant emocional i educativa. Com diu la mateixa escriptora, en aquesta obra va nàixer el fenomen de Lucía, mi pediatra, que va canviar la seua vida i la dels seus fills.
Aquest és el segon llibre de la trilogia “Eres una madre maravillosa”, publicat l'any 2017 per l'Editorial Planeta. En ell es vol acompanyar als pares i mares a descobrir la maternitat i la paternitat a la qual ningú els a preparat. Va detallant diferents experiències reals tant de xiquets/es i adolescents, com també de pares i mares.
L'últim llibre de la trilogia “El viaje de tu vida”, divulgat l'any 2018 per l'Editorial Planeta. Es tracta del llibre més emocional i interns dels tres llibres. Reflexionar i ser conscients d'allò que ens envolta, és la tasca que ens fa valorar tot allò que importa i passem de llarg.
“L'agenda de mi bebé”, anunciat l'any 2019 per l'Editorial Planeta. Aquest llibre és per acompanyar a les mares durant el seu embaràs i els dos primers anys de vida amb el seu xiquet/a. En ell l'autora plasma consells sobre alimentació, sobre cures… La finalitat de l'agenda és entregar-la als fills i filles quan han crescut, i així conéixer els seus anys de vida al pas del temps.
“Cuentos de Lucía, mi pediatra” publicat l'any 2019, per l'Editorial Planeta. És un conte on es recull molts dels aspectes que es tracten en la consulta d'un pediatre o d'una pediatra. Narra una història de dos protagonistes que tenen un trastorn de l'aspecte autista; narra com aconseguir tractar la diversitat en els xiquets i les xiquetes; a com menjar de manera saludable; per a què serveixen les vacunes…
“Cuentos de Lucía mi pediatra 2”, divulgat l'any 2020 per l'Editorial Planeta. És la continuació de “Cuentos de Lucía, mi pediatra”. L'objectiu és plasmar informació sobre el seu cos, sobre la ment i els hàbits saludables i posar-los en pràctica.
“El Gran libro de Lucía, mi pediatra” publicat l'any 2020 per l'Editorial Planeta. Un manual on es tracten temes de pediatria, des del naixement fins als catorze anys. Està escrit a través de la proximitat de l'autora des d'una part científica i amb una sensibilitat i rodalia.
Any 2021, es publica “La vida va de esto”, per l'Editorial Planeta. El missatge que es transmet és donar-se compte que la vida està per a viure-la; que en aquesta hi haurà obstacles i que caldrà superar-ho; que és necessari lluitar per allò que volem. En definitiva, la vida són xicotets plaers, i s'ha de viure el dia a dia.
“Cuentos de verano de Lucía, mi pediatra”, difundit en l'any 2022 per l'Editorial Planeta. És una recopilació de cinc contes perquè els xiquets i xiquetes entenguen millor el seu cos i la seua ment durant l'estiu.

## Obra
- BERTRAND, L. G.,2022. Cuentos de verano de Lucía, mi pediatra. Editorial Planeta.
- BERTRAND, L. G.,2021. La vida va de esto. Editorial Planeta.
- BERTRAND, L. G.,2020. Cuentos de Lucía mi pediatra 2. Editorial Planeta.
- BERTRAND, L. G.,2020. El Gran libro de Lucía, mi pediatra. Editorial Planeta.
- BERTRAND, L. G.,2019. Cuentos de Lucía, mi pediatra. Editorial Planeta.
- BERTRAND, L. G.,2019. L'agenda de mi bebé. Editorial Planeta.
- BERTRAND, L.G.,2018. El viaje de tu vida. Editorial Planeta.
- BERTRAND, L.G.,2017. Eres una madre maravillosa. Editorial Planeta.
- BERTRAND, L. G.,2016. Lo mejor de nuestras vidas. Editorial Planeta.